# Adamkó Péter
Adamkó Péter (Budapest, 1950. november 4. –) barlangkutató.

## Munkássága
Négy kontinens több mint ötven országában járt. A Magyar Barlangi Mentőszolgálat tagja 1968-tól, majd elnökségi tagja és riasztásvezetője 1983-tól. Magyarország legnagyobb barlangi mentéseinek résztvevője, vezetője. A barlangászaton kívül búvármerülésekben is részt vesz.
Az 1970-es években több éven keresztül Jósvafőn a Nagy-oldali-zsomboly feltárását vezeti.1969–1973 között résztvevője a Vecsembükki-zsomboly feltárására indított nagyszabású expedícióknak. 1973-tól több feltáró expedíció tagja az erdélyi Bihar-hegységi Fehér-köveknél és a Király-erdőnél. Számos barlang felfedezésének részese, többek között: Balogh Ernő-barlang, Hidak-völgyi-barlang, Virfurasu-barlang, Berna-zsomboly, és Popráz-zsomboly. 1980-tól napjainkig több mint 20 kisebb, jelenleg is kutatott budai barlang felfedezője Leél-Őssy Szabolccsal. 1983-ban részt vesz Jósvafőn a Baradla Rövid-Alsó-barlangjának feltárásában. 1984-ben a József-hegyi-barlang egyik felfedezője és feltárásának a kutatásvezetője. Az immár nemzetközi hírnévnek örvendő 5,6 kilométer hosszú, páratlan szépségű barlangban található a földkerekség leghatalmasabb hévizes barlangi terme, a Kinizsi pályaudvar.

## Társadalmi szerepvállalása
A Magyar Karszt- és Barlangkutató Társulatnak évekig volt az elnökségi tagja, a titkára, a választmányi tagja. Az Amphora Búvár Klubnak és a Kolozsvári Amatőr Barlangkutató Egyesületnek a tiszteletbeli tagja.

## Díjai, elismerései
Barlangi mentő munkáját több alkalommal jutalmazták kitüntetésekkel: 1980 Életmentő Emlékérem, 1985 Vass Imre-érem, 1989 Életmentő Emlékérem, 1991 "Budapest Sportjáért" kitüntetés, 1992 Czárán Gyula-emlékérem, 1994 Életmentő Emlékérem, 1999 Budapest Főváros Polgárvédelme emlékplakett, 2001 Budapest Főváros Polgárvédelme emlékplakett, 2004 II. Kerületért emlékérem, 2007 Kessler Hubert-emlékérem, 2008 Herman Ottó-érem, 2008 Természetjárás Fejlesztéséért Ezüst fokozat, 2008 Országos Katasztrófavédelmi Főigazgatóság emlékplakett, 2009 Budapestért díj, 2010 Bátorságért érdemjel.
2009-ben a Magyar Köztársasági Érdemrend lovagkeresztje kitüntetést is megkapta a budai termálkarszton folytatott, több évtizede tartó sikeres barlangfeltárások vezetéséért, a barlangok védelme, megőrzése érdekében kifejtett áldozatos munkásságáért.

## Könyvei
1992-ben jelent meg a „Budai barlangok” című kiadvány négy nyelven, Dénes György és Leél-Őssy Szabolcs társszerzőkkel. A „118 óra a barlang fogságában” című (2002, Budapest. 111 old.), Hegedűs Gyulával írt könyve volt a második.